# Netzwerk Friedenssteuer
Das Netzwerk Friedenssteuer ist eine Initiative, die eine gesetzliche Regelung anstrebt, nach der ein Steuerzahler entscheiden kann, dass die von ihm gezahlten Steuern nicht in die Rüstung fließen. Gegründet wurde sie 1983 unter dem Namen Friedenssteuer-Initiative. Im Jahr 1993 erhielt sie den Aachener Friedenspreis. Seit 2003 ist das Netzwerk ein eingetragener Verein mit Sitz in München. Der Verein ist als gemeinnützig anerkannt, sein 1. Vorsitzender ist Jan Birk. Der Verein hat nach eigenen Angaben 2019 rund 400 aktive Unterstützer.

## Konzept „Friedenssteuer“
Die „Friedenssteuer“ (auch als „Zivilsteuer“ bzw. negativiert als Kriegssteuerverweigerung bezeichnet) ist ein Vorschlag zur Umgestaltung des Steuerrechts. Dabei soll jeder einzelne Bürger bestimmen können, dass die von ihm an den Staat abgeführten direkten und indirekten Steuern ausschließlich zu nicht-militärischen Zwecken verwendet werden dürfen. Die Idee der Friedenssteuer kommt aus der Friedensbewegung und wird in mindestens zehn Staaten von verschiedenen Gruppierungen (z. B. den Quäkern) vertreten. Die Organisationen halten seit 1986 alle zwei Jahre in wechselnden Ländern die "internationale Konferenz für Militärsteuerverweigerung und Friedenssteuer-Initiativen" ab. In Deutschland wird der Vorschlag maßgeblich von der Initiative "Netzwerk Friedenssteuer e. V." getragen. Seit 1996 besteht die Dachorganisation Conscience and Peace Tax International (CPTI) die regelmäßig an der Jahrestagung des Menschenrechtsrats der Vereinten Nationen teilnimmt. Sie besitzt den Sonderberaterstatus beim Wirtschafts- und Sozialrat der Vereinten Nationen und ist Mitglied von CONGO (der Konferenz der NRO mit Beraterstatus), des CONGO-Komitees für Gewissens- oder Glaubensfreiheit und Gründerin der Arbeitsgruppe für Verweigerung aus Gewissensgründen – eine Untergruppe der NRO-Komitees für Menschenrechte.
Das Netzwerk Friedenssteuer gibt auch ein individuell gestaltetes Postwertzeichen im Nennwert von 85 Eurocent als Friedenssteuerbriefmarke heraus, um auf sein Anliegen aufmerksam zu machen. Diese Friedenssteuerbriefmarke kann von jedermann vom Netzwerk erworben und zum regulären Frankieren verwendet werden.

## Begründung
Die Verfechter der Friedenssteuer in Deutschland berufen sich auf die im Grundgesetz [Artikel 4] festgelegte Gewissensfreiheit sowie dem Recht auf Verweigerung des Kriegsdienstes. Sie argumentieren, dass angesichts moderner Kriegstechnik lediglich durch die Möglichkeit zur steuerlichen Verweigerung der Finanzierung des Militärs den im Grundgesetz niedergelegten Rechten genüge getan werden kann. Sie sehen sich in ihrem Anliegen in einer Reihe mit historischen Vorbildern (u. a. den Hutterern und Henry David Thoreau), die ebenfalls zu ihrer Zeit die Zahlung von Steuern zur Finanzierung von Krieg und Militär verweigerten.

## Konzeptvorschlag
Um eine fiskalisch konsequente Trennung nach militärischen und zivilen Ausgaben des Staates zu ermöglichen, wurde vom Netzwerk ein neues Konzept für ein "Zivilsteuergesetz in Deutschland" entwickelt. Darin wird u. a. vorgeschlagen:
- Einen "Bundesmilitärfonds" einzurichten, aus dem alleine alle Ausgaben für Militär und Rüstung bestritten werden müssen, der vom Bundesminister der Verteidigung zu verwalten ist und dem keine Darlehen oder Zuschüsse von steuerfinanzierten Körperschaften zufließen dürfen.
- Die Finanzierung des "Bundesmilitärfonds" soll allein aus der Einkommensteuer der Bürger erfolgen, die die Verwendung ihrer Steuern nicht auf ausschließlich zivile Zwecke gemäß der Friedenssteuer festgelegt haben. Die Höhe dieses Prozentsatzes wird jährlich vom Bundestag über das Haushaltsgesetz neu festgelegt.

## Rechtslage in Deutschland
Eine Steuerverweigerung aus Gewissensgründen und damit auch die geforderte Friedenssteuer ist in Deutschland noch nicht zulässig. Sie widerspräche nach Auffassung des Bundesverfassungsgerichtes dem Gesamtdeckungsprinzip und damit dem Demokratieprinzip.

## Gesetzentwürfe
In Deutschland wurden vier Gesetzentwürfe (alle von der Fraktion der Grünen zwischen 1986 und 1994) in den Bundestag zum Beschluss der Friedenssteuer eingebracht. Ein Gesetzentwurf wurde 2011 von Paul Tiedemann und seiner Assistentin Annett Fabbri, Goethe-Universität Frankfurt, erstellt. Dieser wird für Lobbyarbeit mit Abgeordneten des Bundestags, Kirchen u. a. eingesetzt.